# كريستيان شيبارد
الدكتور كريستيان شيبارد هو شخصية خيالية من المسلسل الأمريكي لوست الذي تم عرضه على هيئة الإذاعة الأمريكية (بالإنجليزية: ABC)‏ وقام بتأدية دوره الممثل جون تيري.
كريستيان هو والد جاك شيبارد وكلير ليتلتون، زوج مارجو شيبارد، حبيب كارول ليتلتون السابق، وجد آرون ليتلتون.
قبل سحب رخصته الطبية لإجرائه عملية جراحية وهو تحت تأثير الكحول، كان رئيس الجراحين في مستشفى سان سيباستيان. بعد أن طرد، توجه كريستيان إلى أستراليا مع آنا لوسيا حيث مات من نوبة قلبية بسبب الكحول. ومع ذلك، في أعقاب حادث تحطم طائرة أوشيانيك الرحلة 815، التي نقل ابنه جاك عليها جثته إلى لوس انجلوس، بدأ في الظهور، إلى فينسنت، جاك، هيرلي، كلير، لوك، مايلز، مايكل، صن، وفرانك ويبدو أنه على قيد الحياة وبصحة جيدة. وعلاوة على ذلك، تم العثور على نعشه مقفل وفارغ، مما يثير تساؤلات عن طبيعة وفاته أم لا، وما إذا كان من المحتمل انه لا يزال على قيد الحياة. وقد أشار إلى نفسه على الجزيرة على أنه قادر على التكلم نيابة عن جيكوب. ولم يتضح ما إذا كان كريستيان تمكن العودة من الموت بطريقة أو بأخرى، أو إذا كان جوهره وهيئته استخدمت من قبل جيكوب أو عدو جيكوب.
كان لكريستيان تأثير سلبي على ابنه جاك حيث كان دائماً ما يخبره بأنه لا يوجد لديه ما يستحقه النجاح من مؤهلات.